# SlideWiki
SlideWiki es un sistema de creación de contenidos vía web. Soporta el estándar SCORM 2004 y facilita la colaboración y traducción de contenidos.